# Coleophora mcdunnoughiella
Coleophora mcdunnoughiella é uma espécie de mariposa do gênero Coleophora pertencente à família Coleophoridae.